# Filòsof
Un filòsof és una persona que practica o investiga la filosofia. El terme filòsof prové del grec antic: φιλόσοφος, romanitzat: philosophos, que significa "amant de la saviesa". L'encunyació del terme s'ha atribuït al pensador grec Pitàgores (segle VI aC). En el sentit clàssic, un filòsof era algú que vivia d'acord amb una determinada manera de vida, centrant-se en resoldre qüestions existencials sobre la condició humana; no era necessari que discorressin sobre teories o comentessin autors. Aquells que es van comprometre amb més duresa amb aquest estil de vida haurien estat considerats filòsofs.
En un sentit modern, un filòsof és un intel·lectual que contribueix a una o més branques de la filosofia, com ara l'estètica, l'ètica, l'epistemologia, la filosofia de la ciència, la lògica, la metafísica, la teoria social, la filosofia de la religió i la filosofia política. Un filòsof també pot ser algú que ha treballat en les humanitats o altres ciències que al llarg dels segles s'han separat de la filosofia, com ara les arts, la història, l'economia, la sociologia, la psicologia, la lingüística, l'antropologia, la teologia i la política.
Segons una font, als Estats Units, "els departaments de filosofia van emprar 6.735 professors a temps complet i parcial a la tardor de 2017". Altres filòsofs professionals podrien estar emprats en grups de reflexió o com a escriptors.

## Història
|  | Aquesta secció tracta sobre la història dels filòsofs com a ocupació. Per a una història de la filosofia en general, vegeu Història de la filosofia. |

La separació de la filosofia i la ciència de la teologia va començar a Grècia durant el segle VI aC. Tales, un astrònom i matemàtic, va ser considerat per Aristòtil com el primer filòsof de la tradició grega.[a] Mentre que Pitàgores va encunyar la paraula, la primera elaboració coneguda sobre el tema va ser realitzada per Plató. En el seu Simposi, conclou que l'amor és allò que no té l'objecte que busca. Per tant, el filòsof és aquell que busca la saviesa; si assoleix la saviesa, seria un savi. Per tant, el filòsof a l'antiguitat era aquell que viu en la recerca constant de la saviesa i vivint d'acord amb aquesta saviesa. Van sorgir desacords sobre què implicava viure filosòficament. Aquests desacords van donar lloc a diferents escoles hel·lenístiques de filosofia. En conseqüència, el filòsof antic pensava en una tradició. A mesura que el món antic es va convertir en cisma pel debat filosòfic, la competència consistia a viure d'una manera que transformés tota la seva manera de viure al món.
Segons el classicista Pierre Hadot, la concepció moderna d'un filòsof i de la filosofia es va desenvolupar principalment a través de tres canvis:
- El primer és la inclinació natural de la ment filosòfica. La filosofia és una disciplina temptadora que pot portar fàcilment l'individu en l'anàlisi de l'univers i la teoria abstracta.[7]
- El segon és el canvi històric al llarg de l'època medieval. Amb l'auge del cristianisme, la forma de vida filosòfica va ser adoptada per la seva teologia. Així, la filosofia es va dividir entre una forma de vida i els materials conceptuals, lògics, físics i metafísics per justificar aquesta forma de vida. La filosofia era llavors la servidora de la teologia.[7]
- El tercer és la necessitat sociològica amb el desenvolupament de la universitat. La universitat moderna requereix professionals per ensenyar. Mantenir-se requereix ensenyar futurs professionals que substitueixin el professorat actual. Per tant, la disciplina es degrada a un llenguatge tècnic reservat als especialistes, fugint completament de la seva concepció original com a forma de vida.[7]

Molts filòsofs encara emergien de la tradició clàssica, ja que veien la seva filosofia com una forma de vida. Tanmateix, amb l'auge de la universitat, la concepció moderna de la filosofia es va fer més destacada. Molts dels filòsofs del segle XVIII i posteriors han assistit, ensenyat i desenvolupat els seus treballs a la universitat. A l'era moderna, els que obtenen títols avançats en filosofia sovint opten per mantenir-se en carreres dins del sistema educatiu com a part del procés de professionalització més ampli de la disciplina al segle xx. Segons un estudi de 1993 del National Research Council (segons informa l'American Philosophical Association), el 77,1% dels 7.900 doctors en filosofia que van respondre treballaven en institucions educatives (acadèmiques). Existeixen diversos premis de filosofia; incloent el Premi Kyoto d'Arts i Filosofia, el Premi Rolf Schock, el Premi Avicenna i el Premi Berggruen de Filosofia. Alguns filòsofs també han guanyat el Premi Nobel de Literatura i el premi John W. Kluge per a l'estudi de la humanitat. Fora del món acadèmic, els filòsofs poden emprar les seves habilitats d'escriptura i raonament en altres carreres, com ara medicina, bioètica, negocis, publicacions, escriptura autònoma, mitjans de comunicació i dret.